# P・ラヴィ・シャンカル
P・ラヴィ・シャンカル（P. Ravi Shankar、1966年11月8日 - ）は、インドの声優、俳優。カンナダ語映画を中心にテルグ語映画、タミル語映画で活動している。声優として4000本以上の映画で吹き替えを担当しているほか、脚本家としても活動し、75本以上のテルグ語映画と150本以上のタミル語映画で台詞の執筆を手掛けている。

## 生い立ち
1966年11月8日にテルグ人夫婦の息子としてチェンナイに生まれた。母クリシュナ・ジョーティ・プディペッディは女優としてテルグ語映画を中心に活動し、ラージクマール主演作『Shree Krishna Gaarudi』『Makkala Rajya』などに出演した。父P・J・サルマーも俳優・声優としてテルグ語映画・タミル語映画・カンナダ語映画で活動し、兄サーイ・クマールも同様に俳優・声優としてテルグ語映画・カンナダ語映画で活動している。
ラヴィ・シャンカルはパンジャーブ人のスチルと結婚し、彼女との間に息子アドヴェイがいる。2018年にはアドヴェイを自身が監督する映画に出演させる方針を明かしている。

## キャスト
1986年にR・ナーラーヤナ・ムールティの『Aalochinchandi』で俳優デビューし、『Madhura Nagarilo』『Keechurallu』に出演したものの、その後は出演依頼がなく活動を休止していたが、2001年にゴーピチャンド主演作『Tholi Valapu』で俳優業に復帰した。俳優として大成しなかったこともあり、父や兄と同様に声優としての活動に重点を置くようになり、『Rowdyism Nasinchali』でモーハン・ラージの吹き替えを担当したのを皮切りにラグヴァラン、デーヴァラージ、チャラン・ラージ、キャプテン・ラージュ、ナーサル、アシーシュ・ヴィディヤルティ、プラカーシュ・ラージ、アーシュトーシュ・ラーナー、ソーヌー・スード、ムケーシュ・リシ、ウペンドラ、プラディープ・ラーワトなどの吹き替えを担当た。これまでに4000本以上の映画で吹き替えを担当しており、そのうちテルグ語映画・タミル語映画がそれぞれ1000本以上、カンナダ語映画が150本以上の参加となっている。2004年にはマーラシュリー主演の『Durgi』で監督デビューし、翌2005年にはB・ゴーパールによるリメイク作品『Narasimhudu』に脚本家として参加しているが、批評家からは酷評され、興行成績も芳しくなかった。
2009年は『アルンダティ』でソーヌー・スードの吹き替えを担当し、『Idlebrain.com』から高い評価を得ている。また、同作でナンディ賞 吹替男優賞を受賞し、メディアからは「ボンマーリー・ラヴィ・シャンカル（Bommali Ravi Shankar）」と称された。2011年に出演した『Kempe Gowda』で批評家から演技を絶賛され俳優としてブレイクし、これ以降は映画のタイトルや役名をとって「ケンペガウダ・ラヴィ・シャンカル（Kempegowda Ravi Shankar）」「アルムガン・ラヴィ・シャンカル（Arumugam Ravishankar）」と呼ばれるようになった。同作の成功後、ラヴィ・シャンカルはカンナダ語映画界で助演俳優として人気を集め、『Chaarulatha』『Edegarike』『Varadhanayaka』『Maanikya』『Dandupalya』『Adyaksha』などに出演した。このほかに『Kurradu』『Happy Happy Ga』『Vettaikaaran』『Kollaikaran』などにも出演しており、『Rakta Charitra』『Bejawada』ではプレイバックシンガーも務めている。2024年には『デーヴァラ』でサイーフ・アリー・カーンの吹き替えを担当している。

## 受賞歴
| 年                                | 部門                              | 作品                              | 結果                              | 出典                              |
| フィルムフェア賞 南インド映画部門 | フィルムフェア賞 南インド映画部門 | フィルムフェア賞 南インド映画部門 | フィルムフェア賞 南インド映画部門 | フィルムフェア賞 南インド映画部門 |
| --------------------------------- | --------------------------------- | --------------------------------- | --------------------------------- | --------------------------------- |
| 2012年                            | カンナダ語映画部門助演男優賞      | 『Kempe Gowda』                   | 受賞                              | [ 14 ]                            |
| 2013年                            | テルグ語映画部門助演男優賞        | 『Damarukam』                     | ノミネート                        |                                   |
| 2016年                            | カンナダ語映画部門助演男優賞      | 『Aatagara』                      | ノミネート                        | [ 15 ]                            |
| 2018年                            | カンナダ語映画部門助演男優賞      | 『College Kumar』                 | 受賞                              | [ 16 ]                            |
| 2019年                            | カンナダ語映画部門助演男優賞      | 『Raambo 2』                      | ノミネート                        | [ 17 ]                            |
| 南インド国際映画賞                |                                   |                                   |                                   |                                   |
| 2015年                            | カンナダ語映画部門悪役賞          | 『Maanikya』                      | 受賞                              | [ 18 ]                            |
| 2021年                            | カンナダ語映画部門悪役賞          | 『Natasaarvabhowma』              | ノミネート                        |                                   |
| 2022年                            | カンナダ語映画部門コメディアン賞  | 『Kotigobba 3』                   | ノミネート                        | [ 19 ]                            |
| タミル・ナードゥ州映画賞          |                                   |                                   |                                   |                                   |
| 2002年                            | 吹替男優賞                        | 『Dhill』                         | 受賞                              | [ 20 ]                            |
| 2011年                            | 吹替男優賞                        | 『Siruthai』                      | 受賞                              | [ 21 ]                            |
| ナンディ賞                        |                                   |                                   |                                   |                                   |
| 1999年                            | 吹替男優賞                        | 『Prema Katha』                   | 受賞                              | [ 22 ]                            |
| 2002年                            | 吹替男優賞                        | 『Indra』                         | 受賞                              | [ 23 ]                            |
| 2004年                            | 吹替男優賞                        | 『Sye』                           | 受賞                              |                                   |
| 2006年                            | 吹替男優賞                        | 『Pokiri』                        | 受賞                              | [ 24 ]                            |
| 2007年                            | 吹替男優賞                        | 『Athidhi』                       | 受賞                              |                                   |
| 2008年                            | 吹替男優賞                        | 『アルンダティ』                  | 受賞                              | [ 25 ]                            |
| 2009年                            | 吹替男優賞                        | 『Anjaneyulu』                    | 受賞                              | [ 26 ]                            |
| 2012年                            | 吹替男優賞                        | 『Julayi』                        | 受賞                              | [ 27 ]                            |
| 2015年                            | 吹替男優賞                        | 『バーフバリ 伝説誕生』           | 受賞                              | [ 28 ]                            |
| ベンガルール・タイムズ映画賞      |                                   |                                   |                                   |                                   |
| 2012年                            | 悪役賞                            | 『Kempe Gowda』                   | 受賞                              | [ 29 ]                            |